# Gunnar Rudberg

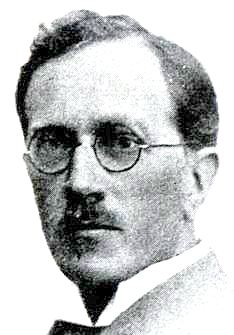
Gunnar Rudberg

Gunnar Rudberg (* 17. Oktober 1880 in Björsäters församling, Skaraborgs län; † 6. August 1954 in Uppsala) war ein schwedischer Klassischer Philologe.

## Leben und Werk
Nach der Promotion im Jahr 1908 war Rudberg zunächst Dozent für Griechische Sprache und Literatur in Uppsala, ab 1919 Professor für Klassische Philologie in Oslo, von 1933 bis zu seiner Emeritierung 1945 Professor für Griechische Sprache und Literatur in Uppsala.
Rudberg arbeitete zu Platon und zum Platonismus sowie zur Historia Animalium des Aristoteles und dem Stoiker Poseidonios. In seiner 1917 auf Schwedisch in der Zeitschrift Eranos erstveröffentlichten Abhandlung Atlantis och Syrakusai (Atlantis und Syrakus) vertrat er die Auffassung, dass Platons Bericht über Atlantis geographische, soziale und politische Zustände des antiken Sizilien und des sizilianischen Stadtstaates Syrakus widerspiegele. (Siehe auch: Lokalisierungshypothesen zu Atlantis, unter: Sizilien) Darüber hinaus interessierten ihn die Beziehungen zwischen griechischer Philosophie und Neuem Testament und dem Christentum überhaupt. Zusammen mit Samson Eitrem gab er die Symbolæ osloenses heraus.
Gunnar Rudberg war Mitglied der Königlich Schwedischen Akademie der Wissenschaften und assoziiertes Mitglied der Königlichen Akademie von Belgien.

## Schriften
- Zum sogenannten zehnten Buche der aristotelischen Tiergeschichte (1911)
- Neutestamentlicher Text und nomina sacra (1915)
- Poseidonios från Apameia (1916)
- Atlantis och Syrakusai (1917), Englisch: Atlantis and Syracuse (2012) ISBN 978-3-8482-2822-5
- Forschungen zu Poseidonios (1918)
- Kristus och Platon (1920)
- Platon, hans person och verk (1922)
- Poseidonios, en Hellenismens Lærer og Profet (1924)
- Kring Platons Phaidros (1924)
- Hellas och Nya Testamentet (1929)
- Platonica selecta (Nachwort von Folke Rudberg) (1956, englisch)